# Distretto di Wee-Gbehy-Mahn
Il distretto di Wee-Gbehy-Mahn è un distretto della Liberia facente parte della contea di Nimba.